# Guapira globosa
Guapira globosa är en underblomsväxtart som först beskrevs av John Kunkel Small, och fick sitt nu gällande namn av Elbert Luther Little. Guapira globosa ingår i släktet Guapira och familjen underblomsväxter. Inga underarter finns listade i Catalogue of Life.